# Juschnouralsk
Juschnouralsk (russisch Южноуральск) ist eine Stadt in der Oblast Tscheljabinsk (Russland) mit 37.877 Einwohnern (Stand 14. Oktober 2010).

## Geografie
Die Stadt liegt am Ostrand des Südlichen Ural etwa 90 km südlich der Oblasthauptstadt Tscheljabinsk an der hier aufgestauten Uwelka, einem linken Nebenfluss des Ui im Flusssystem des Ob.
Juschnouralsk ist der Oblast administrativ direkt unterstellt.
Die Stadt liegt an der Eisenbahnstrecke Tscheljabinsk–Troizk–Orsk bzw. –Qostanai (Station Nischneuwelskaja, etwa 7 km östlich des Stadtzentrums) sowie der Fernstraße M36 Jekaterinburg–Troizk–kasachische Grenze.

## Geschichte
Eine Siedlung auf dem Gebiet der heutigen Stadt entstand 1745, nannte sich ab 1749 Nischne-Uwelskaja und wurde ab 1844 Staniza der Dritten Troizker Abteilung der Orenburger Kosaken.
Die heutige Stadt entstand ab 1948 im Zusammenhang mit der Errichtung des Südural-Wärmekraftwerkes (russisch Juschnouralskaja GRES). 1950 erhielt der Ort unter dem Namen Juschnouralski – russisch für Süd-Ural(-Siedlung) – den Status einer Siedlung städtischen Typs und am 1. Februar 1963 in der heutigen Namensform Stadtrecht.

### Bevölkerungsentwicklung
| Jahr | Einwohner |
| ---- | --------- |
| 1959 | 22.403    |
| 1970 | 35.323    |
| 1979 | 39.184    |
| 1989 | 41.335    |
| 2002 | 39.275    |
| 2010 | 37.877    |

Anmerkung: Volkszählungsdaten

## Kultur und Sehenswürdigkeiten

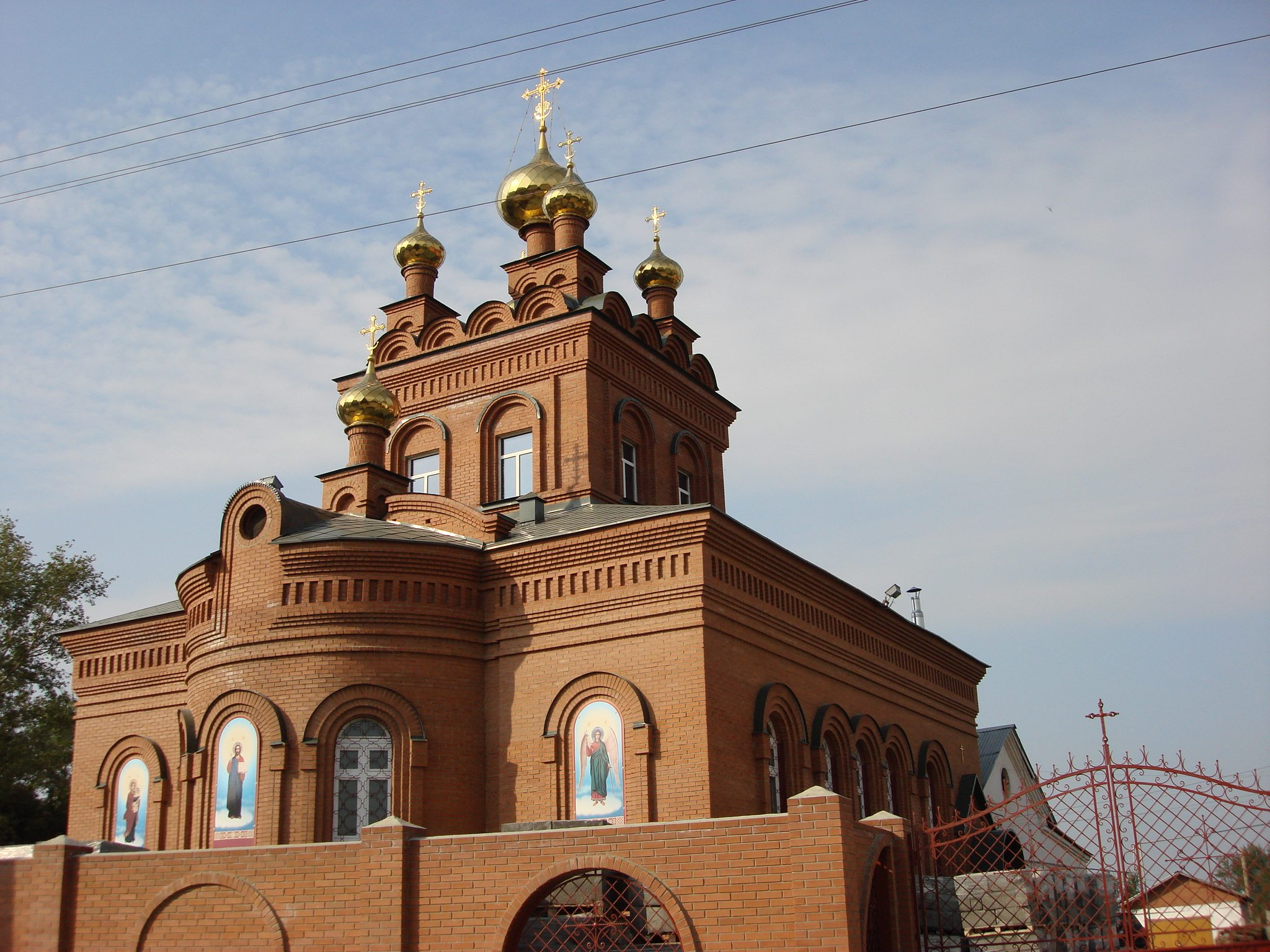
Kirche in Juschnouralsk

In Juschnouralsk gibt es seit 1989 ein Heimatmuseum.

## Wirtschaft
Neben dem Wärmekraftwerk des Energieunternehmens OGK-3 ist ein Werk für Industrie-(Isolatoren) und Haushaltskeramik wichtigster Betrieb der Stadt. Daneben Bau- und Lebensmittelwirtschaft.